# Жахлива коаліція
Жахлива коаліція (рум. Monstruoasa coaliţie) — опозиційна господарю Об'єднаного князівства Валахії та Молдавії Александру Кузі коаліція великих землевласників і підприємців, що не були задоволені політикою монарха .
Коаліція з'явилася після виборів в Національні збори Румунії II скликання в 1864 і була очолена Йоном Бретіану. Іншими лідерами коаліції були ліберал Іон Гика, консерватор Ласкар Катарджі та радикал Костянтин Розетті. Об'єднуючи консерваторів і радикальних лібералів, протиставляла себе уряду і Національним зборам II скликання, які очолювалися Михайлом Коґельничану та були лояльні Олександру Кузі. Назва «Жахлива коаліція» просувала преса, контрольована Кузою.
У 1866 коаліція зробила палацовий переворот. У ніч на 11 лютого в спальню Кузи увірвалася група румунських офіцерів, яка змусила правителя відректися від престолу та покинути країну.

## Див. Також
- Кароль I